# De nieuwe veroveraars
De nieuwe veroveraars is een boek van Johan Vandevelde en is onderdeel van de trilogie, waarvan het eerste boek bekroond is door de kinder- en jeugdjury.

## Samenvatting
Tientallen jaren na de kernoorlog blijft er van de aarde niets meer over dan een woestijn, waar drinkbaar water meer waard is dan een mensenleven. Boran en Mattia behoren tot de overlevenden die zich hebben gevestigd aan de legendarische ontziltingsinstallatie in Westereind. Mattia voelt echter weer de behoefte om te zwerven en verdwijnt in het holst van de nacht. Boran, die eerst in Westereind wilde blijven, voelt zich genoodzaakt om zijn beste vriend te volgen, maar beseft niet dat hij daarmee zijn veilige positie opgeeft.